# Casa a la plaça Major, 4 (Banyoles)
La Casa a la plaça Major, 4 és una casa gòtica de Banyoles (Pla de l'Estany) inclosa a l'Inventari del Patrimoni Arquitectònic de Catalunya.

## Descripció
Aquest edifici forma part d'un conjunt arquitectònic que configura la plaça, pot semblar més o menys homogeni, dins d'una tipologia medieval gòtica, però manifesta una gran diversitat degut a les modificacions que ha sofert. Aquesta teoria era, també, defensada en referència a l'explicació de les voltes. Tornant a la descripció de la casa que ens ocupa, direm que es tracta d'una arquitectura medieval tradicional desenvolupada al voltant de la plaça, al llarg del segle xiv. L'edifici en la seva part del davant i la cantonada amb el carrer Major es troba sobre una base d'un arc apuntat pel carrer Major i per una arcada rodona "rebaixada" pel costat que dona a la plaça. El parament és en part de carreus ben treballats i arrebossat. En el mur que dona al carrer Major, s'hi troben dues finestres d'incidència gòtica "coronelles" de dos i tres arquets respectivament. Columnes esveltes i monolítiques de recent factura i capitells amb àbac corintis. El parament lateral sembla més originari que el de la façana, que és més propi de la restauració efectuada.

## Història
L'edifici forma part del conjunt de cases tradicionals que s'edificaren al voltant de la pl. Major al llarg del segle xiv. Els efectes constructius i destructius de la dominació gala foren menys importants que els de Girona; els edificis de la pl. no foren enderrocats malgrat que els francesos varen proposar un projecte d'engrandiment del conjunt, sols es van enderrocar les voltes que s'havien construït pocs anys abans en 1805. Després el projecte fou abandonat. Les reformes de la plaça varen estar dirigides a retornar-li la seva antiga fisonomia, sobretot dels edificis del XIV i XV. Per la qual cosa, hi veiem quantitat d'edificis recuperats.